# Mała Sobótka
Mała Sobótka (niem. Kinderzobten) – sztucznie utworzone wzniesienie na osiedlu Grabiszynek we Wrocławiu o wysokości bezwzględnej 136 m n.p.m. Przez mieszkańców miasta zwana jest także często „Górką Skarbowców” ze względu na przebiegającą obok ulicę o tej nazwie. 
Mała Sobótka powstała pod koniec XIX wieku z nadwyżek gruntu przeznaczonego do budowy nasypu kolejowej obwodnicy towarowej. Inicjatorem utworzenia sztucznego wzgórza było Breslauer Verschönerungsverein („Wrocławskie Towarzystwo Upiększania”). Od początku istnienia pełni funkcje rekreacyjne, latem jest miejscem zabaw i spacerów, zimą jako górka saneczkowa, dawniej także stok narciarski. Początkowo Mała Sobótka była punktem widokowym, gdzie można było oglądać pełną panoramę Sudetów. Jednak w wyniku zabudowy pobliskich osiedli oraz przysłonięcia widoku przez rosnące drzewa górka straciła swoje walory widokowe. Na szczycie wzgórza stał drewniany pawilon, który, zniszczony w latach późniejszych, nie został nigdy odbudowany.
Obok północnego stoku Małej Sobótki strumień Grabiszynka zaczyna swój naziemny bieg (wcześniej poprzez kanały podziemne strumień ten ma połączenie ze stawem w Parku Południowym).
Założenia parkowe obszaru „Górka Skarbowców”, obejmującego górkę Skarbowców i obszar zieleni wokół (pas zieleni ciągnący się aż do Parku Grabiszyńskiego), zostały uznane jako wymagające ochrony i wpisane do rejestru zabytków 12 września 2005 pod nr. 570/A/05.